# Matrakçı Nasuh
Nasuh bin Karagöz bin Abdullah el-Visokavi el-Bosnavî lub Nasuh el-Matrakči ibn Karađoz ibn Abdullah el-Visokavi el-Bosnevi, powszechnie znany jako Matrakçı Nasuh (turecka wymowa: [matrakˈtʃɯ naˈsuh]; po bośniacku: Matrakčija Nasuh Visočak) ze względu na swoje umiejętności w grze w matrak, którą sam wymyślił. Znany był również jako Nasuh el-Silâhî, Nasuh szermierz ze względu na swój talent do posługiwania się bronią. Żyjący w latach 1480–1564 XVI-wieczny osmański działacz państwowy pochodzenia bośniackiego, polihistor, matematyk, nauczyciel, historyk, geograf, kartograf, szermierz, nawigator, wynalazca, malarz, rolnik i miniaturzysta. Po tym jak wstąpił w szeregi osmańskich zwiadowców w Rumelii, został przeniesiony do Stambułu, gdzie uzyskał wykształcenie. Następnie był w służbie kilku osmańskich sułtanów, a w końcu został nauczycielem w szkole Enderun.

## Życiorys
Nasuh Matrakçı (bin Abdullah: syn Abdullaha), urodzony w bośniackim mieście Visoko, był uzdolnionym janczarem, który przebył zarówno szkolenie w piechocie, jak i w systemie dewszirme. Był uzdolnionym szermierzem i strzelcem
wyborowym, który był znany ze swej inteligencji. Ponieważ mówił w pięciu językach, został powołany do osmańskiej marynarki.
Chociaż urodził się w rodzinie bośniackich muzułmanów, Nasuh trafił do systemu dewszirme, zarezerwowanego skądinąd dla chrześcijańskiej ludności imperium. Jednak wyjątkowo w Bośni system dewszirme obejmował również miejscowe rodziny muzułmańskie.
Po długim okresie studiowania matematyki i geometrii napisał traktaty Cemâlü'l-Küttâb oraz Kemalü'l- Hisâb i przedstawił je sułtanowi Selimowi I. Napisał również dwie książki zatytułowane Mecmaü't-Tevârih i Süleymannâme. Zajmowały się one historią w latach 1520–1543. Napisał również dzieło historyczne na temat kampanii perskiej Sulejmana Wspaniałego pod tytułem Fetihname-i Karabuğdan. Ostatnie studia jego książki Umdet-ul Hisab ujawniły nieznany dotąd fakt, że Matrakçı wynalazł kilka oryginalnych metod mnożenia. Jedną z ważniejszych metod wyjaśnionych w tej książce było mnożenie kratowe, którego używano w szkole Enderun 50 lat wcześniej, niż John Napier wprowadził je w Europie.
Oprócz dzieł matematycznych i historycznych, znany jest ze swoich miniatur. Stworzył styl naturalistyczny, który koncentrował się na panoramach krajobrazów i miast z dużą ilością detali. Jego najbardziej znanym dziełem jest panorama Stambułu, pokazująca prawie każdą ulicę i budynek miasta. W miniaturze osmańskiej jego styl został później określony jako „styl Matrakçı”. Najważniejszym z czterech tomów historycznych miniatur jest ten zajmujący się pierwszą irańsko-iracką kampanią (1534–1535) Sulejmana Wspaniałego, na podstawie którego napisał swoje dzieło historyczne Fetihname-i Karabuğdan. Oprócz opisu marszu armii osmańskiej ze Stambułu do Bagdadu, a potem do Tebrizu i jej powrót przez Aleppo i Eskişehir, Nasuh opisał wszystkie miasta napotkane przez armię po drodze. Biblioteka Uniwersytetu Stambulskiego przechowuje jedyny istniejący egzemplarz tego dzieła.
Nasuh był również żołnierzem i mistrzem miecznictwa. Pracował jako nauczyciel sztuk walki w Enderunie. Wraz ze uczniami prezentował swoje umiejętności na pokazach będących częścią uroczystości związanych z obrzezaniem synów Sulejmana Wspaniałego. W nagrodę za udane pokazy, Nasuh otrzymał od sułtana honorowy tytuł ustada (mistrza) i reisa (szefa). Napisał również książkę na temat użycia różnych rodzajów broni i technik w czasie walki przez kawalerię i piechotę pod tytułem Tuhfet-ül Guzât.

## Dzieła
Matematyka
- Cemâlü'l-Küttâb
- Kemalü'l- Hisâb
- Umdetü'l-Hisâb

Historia
- Mecmaü't-Tevârih (Suma historii)
- Süleymannâme (Książka o Sulejmanie Wspaniałym)
- Fetihname-i Karabuğdan (Książka o zdobyciu Mołdawii)
- Beyan-ı Menazil-i Sefer-ul Irakeyn (Kronika pierwszej irańsko-irackiej kampanii (1534–1535) Sulejmana Wspaniałego)

Sztuki walki
- Tuhfet-ul Guzat (Dar wojowników)

## W kulturze
W tureckim hicie eksportowym Wspaniałe stulecie zagrał go Fatih Al.

## Galeria
- Twierdze Matrakciego – plan[11]
- Miasto Diyarbakir – illuminacja[12]

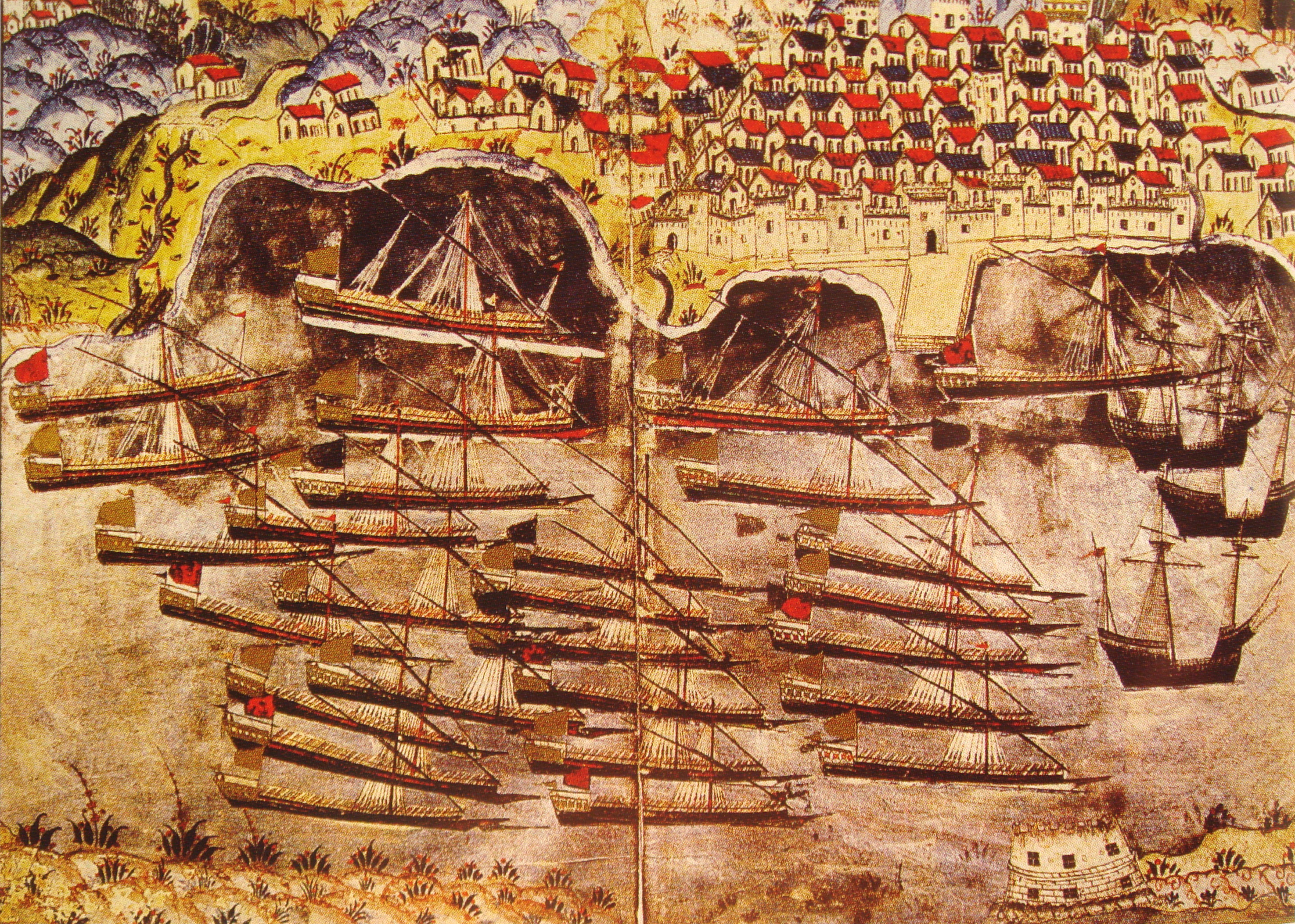
Flota osmańska zimująca we francuskim porcie Tulon w 1543 roku.
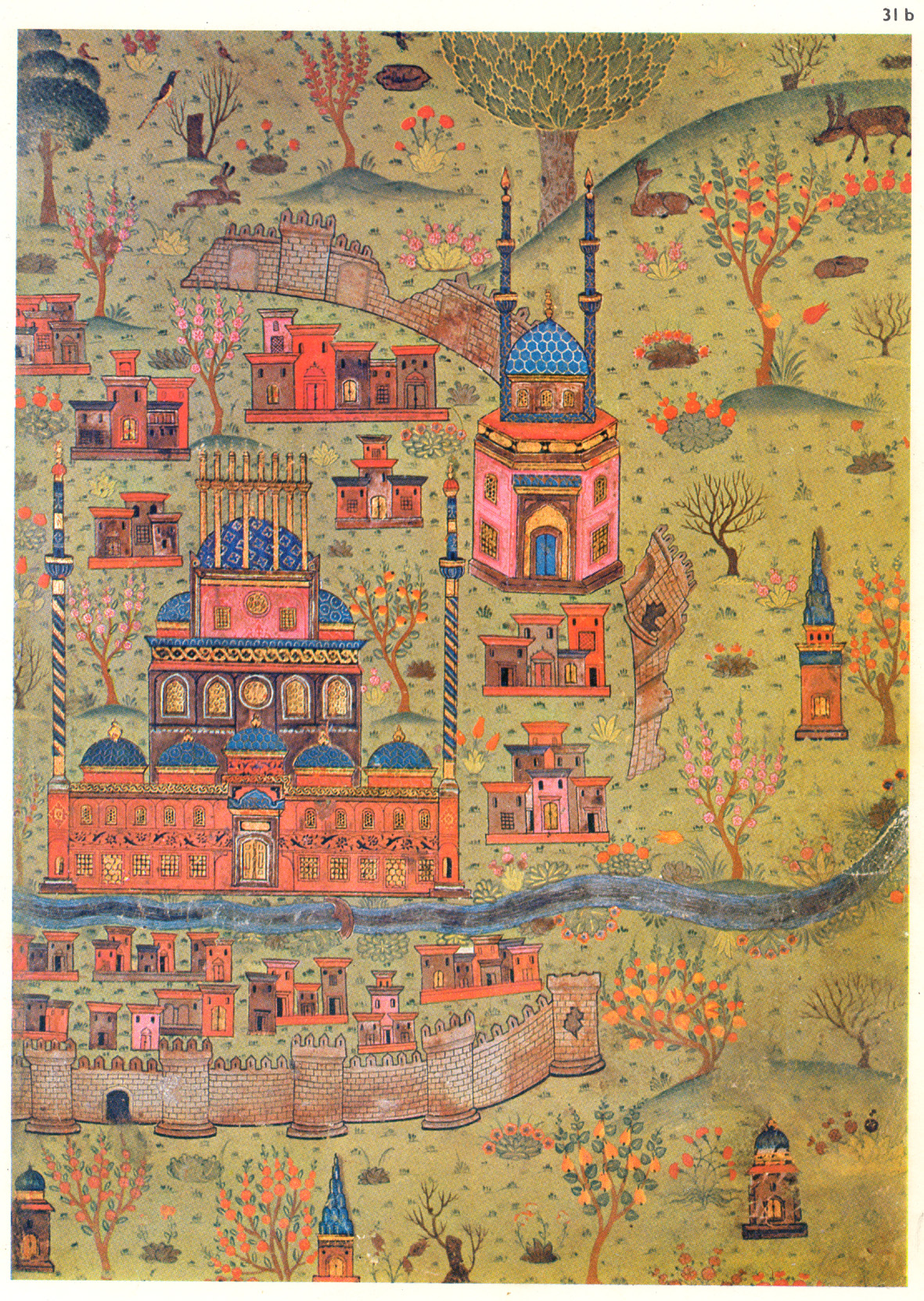
XVI-wieczna mapa miasta Soltanije autorstwa Matrakçı Nasuha
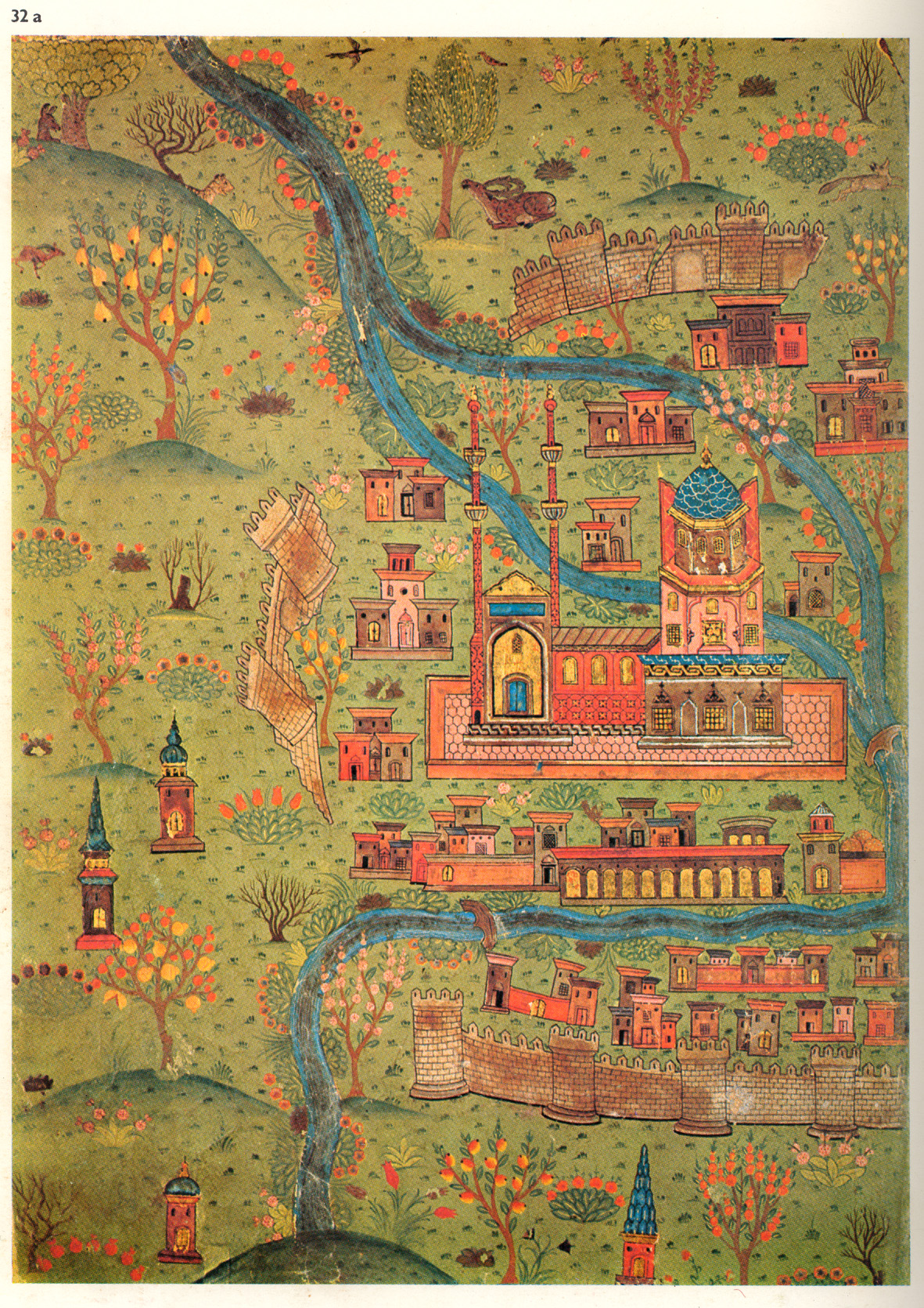
XVI-wieczna mapa miasta Soltanije autorstwa Matrakçı Nasuha
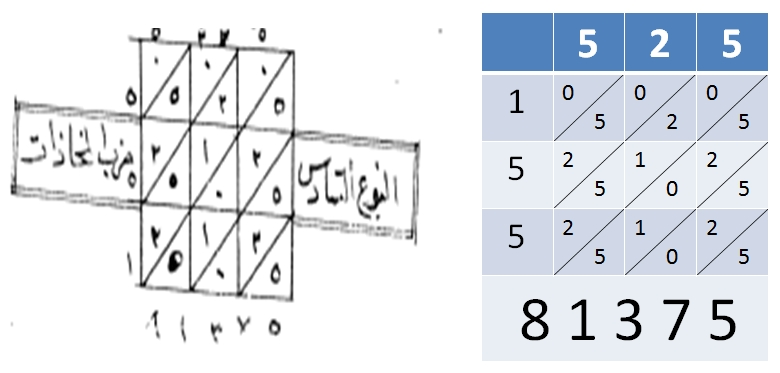
Kwadratowe mnożenie kratowe Matrakciego.
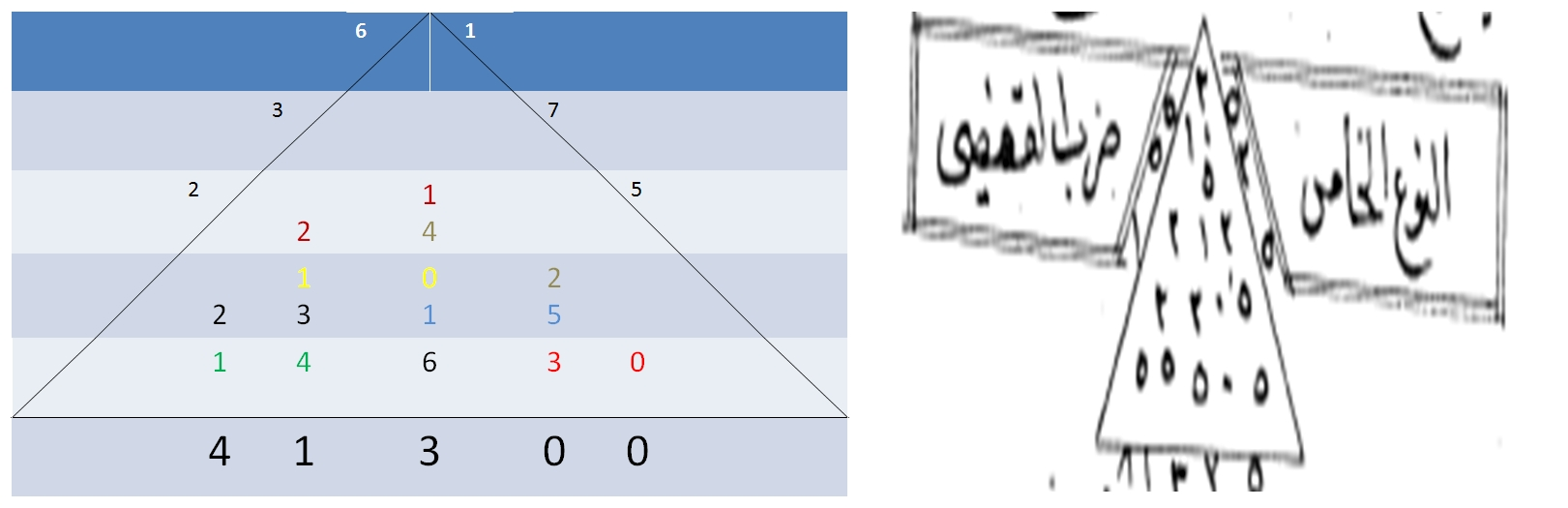
Trójkątne mnożenie kratowe Matrakciego.

## Nagrody i dziedzictwo
W jego rodzinnym mieście Visoko w Bośni odbywają się coroczne konferencje poświęcone sławnym ludziom pochodzącym z tego miasta, a Matrakčija jest uważany za jednego z najważniejszych. Żeby to zilustrować, wystarczy powiedzieć, że jest uważany za bośniackiego Leonarda da Vinci. Również ulica Matrakčijina obok Muzeum Dziedzictwa Miasta Visoko (Zavičajni Muzej Visoko) nazwana jest tak od jego imienia.
Turecka telewizja nakręciła w 1978 roku dokumentalny film o Matrakcim.